# ハワイ州立刑務所
アメリカ合衆国 ハワイ州の州立刑務所（state prisons）。連邦刑務所（federal prisons）を除く。

## 州立刑務所
- ハラワ矯正施設（Halawa Correctional Facility） - アイエア（Aiea、ホノルル）
- クラニ矯正施設（Kulani Correctional Facility） - ヒロ (ハワイ島)
- ワイアワ矯正施設（Waiawa Correctional Facility） - ワイパフ、ホノルル
- 女性コミュニティ矯正センター（Women's Community Correctional Center） - カイルア (ハワイ州ホノルル郡)

## ハワイ公安局（Hawaii Department of Public Safety）の刑務所
- ハワイ・コミュニティ矯正センター（Hawaii Community Correctional Center） - ヒロ (ハワイ島)
- カウアイ・コミュニティ矯正センター（Kauai Community Correctional Center） - リフエ
- マウイ・コミュニティ矯正センター（Maui Community Correctional Center） - ワイルク（Wailuku）
- オアフ・コミュニティ矯正センター（Oahu Community Correctional Center）- ホノルル

## 合衆国本土施設
下記の矯正施設は、ハワイ州の囚人によって使用される場合がある：
- オッター・クリーク矯正センター（Otter Creek Correctional Center） - ホイールライト（Wheelwright, Kentucky）、ケンタッキー州
- レッド・ロック矯正センター（Red Rock Correctional Center） - エロア（Eloy, Arizona）、アリゾナ州
- サグアロ矯正センター（Saguaro Correctional Center） - エロア、アリゾナ州